# Marc Fierstra
Marc Arthur Fierstra (Velsen-Noord, 10 februari 1959) is een Nederlands jurist en raadsheer in de Hoge Raad der Nederlanden.
Fierstra studeerde rechten aan de Universiteit van Amsterdam van 1976 tot 1983, waar hij afstudeerde in het privaatrecht en het internationaal recht. Na zijn studie werd hij advocaat bij Nolst Trenité, Hoogenraad & Van Velzen te Rotterdam (het kantoor is later opgegaan in Van Doorne). In 1987 verliet hij de advocatuur en werd hij assistent-juridisch adviseur bij het ministerie van Buitenlandse Zaken. Van 1990 tot 1993 was hij referendaris bij het Europees Hof van Justitie te Luxemburg, waar hij werkte voor de Nederlandse rechter Jos Kapteyn. Van 1993 tot 1995 was hij raadadviseur bij het ministerie van Justitie, waarna hij weer terugkeerde naar Buitenlandse zaken; in 1998 werd hij daar hoofd van de afdeling Europees recht. 
In 2000 werd Fierstra benoemd tot raadsheer in het College van Beroep voor het bedrijfsleven (CBb), de hoogste economische bestuursrechter van Nederland. In 2009 werd hij benoemd tot vicepresident van het CBb. In datzelfde jaar werd hij aanbevolen voor benoeming tot raadsheer in de belastingkamer van de Hoge Raad der Nederlanden, als opvolger van C.J.J. van Maanen die met pensioen ging. De benoeming ging in per 1 juni van dat jaar.
Fierstra is sinds 21 september 2021 voorzitter van de Nederlandse Vereniging voor Rechtspraak (NVvR), de beroepsorganisatie van rechters en officieren van justitie; eerder was hij daar al bestuurslid en lid van de ledenraad. Als voorzitter van de NVvR is hij zeer kritisch geweest over bezuinigingen op de rechtspraak en de achterstanden die daar het gevolg van zijn.
Bestuur van de Hoge Raad:
G. de Groot (president) · M.V. Polak · M.J. Kroeze ·  V. van den Brink · J. de Hullu · R.J. Koopman · M.E. van Hilten (vicepresidenten)

Eerste kamer:
G. de Groot · 
M.V. Polak · 
M.J. Kroeze (vzrs.) · 
A.E.B. ter Heide ·
F.J.P. Lock · 
G.C. Makkink · 
C.E. du Perron · 
F.R. Salomons · 
S.J. Schaafsma · 
C.H. Sieburgh · 
T.H. Tanja-van den Broek · 
K. Teuben · 
H.M. Wattendorff

Tweede kamer:
V. van den Brink · 
M.J. Borgers (vzrs.) · 
Y. Buruma · 
C. Caminada · 
J.C.A.M. Claassens · 
C.N. Dalebout · 
T. Kooijmans · 
M. Kuijer · 
A.E.M. Röttgering ·
A.L.J. van Strien ·
T.B. Trotman

Derde kamer:
M.E. van Hilten · 
J.A.R. van Eijsden (vzrs.) · 
M.T. Boerlage ·
P.A.G.M. Cools ·
E.F. Faase · 
M.W.C. Feteris · 
M.A. Fierstra · 
R.J. Koopman ·
E.N. Punt ·
A.E.H. van der Voort Maarschalk · 
J. Wortel

J.E.M. Polak (i.b.d.) · 
H.G. Sevenster (i.b.d.) · 
C.J. Borman (i.b.d.)

Parket:
F.W. Bleichrodt (procureur-generaal) · 
M.H. Wissink (plv. procureur-generaal) · 

Advocaten-generaal civiel:
B.F. Assink · 
R.H. de Bock · 
B.J. Drijber · 
T. Hartlief · 
F.F. Langemeijer (i.b.d.) · 
S.D. Lindenbergh · 
M.L.C.C. Lückers · 
G.R.B. van Peursem · 
E.B. Rank-Berenschot · 
G. Snijders · 
W.L. Valk · 
P. Vlas · 
E.M. Wesseling-van Gent 

Advocaten-generaal straf:
D.J.C. Aben · 
P.M. Frielink · 
A.E. Harteveld · 
E.J. Hofstee · 
B.F. Keulen · 
D.J.M.W. Paridaens · 
T.N.B.M. Spronken · 
P.C. Vegter (i.b.d.)

Advocaten-generaal belasting:
C.M. Ettema · 
R.L.H. IJzerman · 
R.E.C.M. Niessen · 
P.J. Wattel